# Gian Francesco de Majo

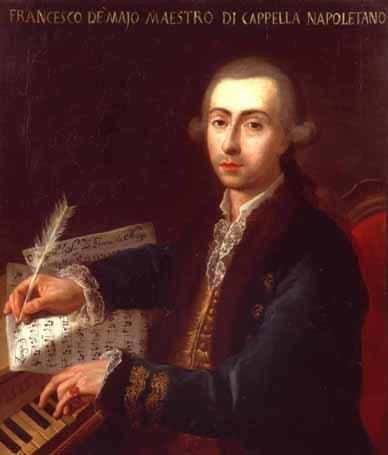
Gian Francesco de Majo

Gian Francesco de Majo oder „Ciccio de Majo“ oder „Cicillo de Majo“ (* 24. März 1732 in Neapel; † 17. November 1770 ebenda) war ein Komponist der neapolitanischen Schule.

## Leben
Gian Francesco de Majo entstammte einer Musikerfamilie. Sein Vater Giuseppe de Majo war Hoforganist und seit 1745 erster Kapellmeister der königlichen Hofkapelle. Er komponierte vor allem Kammermusik und komische Opern im neapolitanischen Dialekt. Über Gian Francescos musikalische Ausbildung ist nichts weiter bekannt. Sie muss aber intensiv gewesen sein, denn er debütierte bereits mit 15 Jahren als 2. Cembalist der Hofkapelle, wofür er den Ehrentitel eines „außerordentlichen Organisten“ erhielt. Erst 3 Jahre später bezog er auch ein regelmäßiges Gehalt und stieg 1758 zum 2. Organisten auf. Aus dieser Zeit sind vor allem geistliche Werke von ihm bekannt.
Nach dem Debüt seiner ersten Oper Ricinero Re de’ Goti 1759 in Parma, die ein Jahr später auch in Rom erfolgreich aufgeführt wurde, bildete seither die Oper den Schwerpunkt seines Schaffens: Um diese Zeit zeigen sich allerdings auch die ersten Anzeichen einer Tuberkuloseerkrankung.
Trotz erster Opernerfolge nahm er ab 1763 weiteren Kompositionsunterricht bei Padre Giambattista Martini in Bologna. Dort lernte er auch Carlo Broschi, genannt Farinelli, kennen. Durch die Vermittlung der beiden erhielt er Aufträge in Wien, wie die Festoper zur Krönung Joseph II. zum römisch-deutschen König. Nach vielen erfolgreichen Produktionen an fast allen kulturellen Zentren Europas kehrte er 1765 nach Neapel zurück in der Hoffnung, die Nachfolge seines Vaters antreten zu können. Dieser Plan zerschlug sich, denn Niccolò Piccinni erhielt den Vorzug. Für weitere Opernprojekte verließ er daraufhin Neapel wieder.
Anfang 1770 kehrte er aufgrund seines sich verschlechternden Gesundheitszustands endgültig nach Neapel zurück und starb dort am 17. November 1770.
Von seinen Zeitgenossen wurde er sehr geschätzt. Als der 14-jährige Mozart bei seinem Besuch in Neapel de Majos Kirchenmusik hörte, nannte er sie in einem Brief „bellissima“. Neben seinen Opern schuf er auch geistliche Werke, wie 1764 das Oratorium Gesù sotto il peso della croce oder die 1778 in Mailand aufgeführte Passionsmusik La passione di Gesù Cristo. Wie seinen Zeitgenossen Niccolò Jommelli und Tommaso Traetta standen ihm alle kompositorischen Möglichkeiten der Zeit zur Verfügung. Je nach dem Wunsch der Auftraggeber konnte er klassische Opera serie oder „Reformopern“ bei gleich bleibender Qualität liefern.

## Opern
| Name                       | Libretto                             | Uraufführung      |
| -------------------------- | ------------------------------------ | ----------------- |
| Ricimero, re de’ Goti      | Pietro Pariati und Apostolo Zeno     | 1759, Parma       |
| Astrea placata             | Pietro Metastasio                    | 1760, Neapel      |
| Cajo Fabricio              | Apostolo Zeno                        | 1760, Neapel      |
| Almeria                    | Marco Coltellini                     | 1761, Livorno     |
| Artaserse                  | Pietro Metastasio                    | 1762 (?), Venedig |
| Catone in Utica            | Pietro Metastasio                    | 1762 (?), Turin   |
| Demofoonte                 | Pietro Metastasio                    | 1763, Rom         |
| Alcide negli Orti Esperidi | Marco Coltellini                     | 1764, Wien        |
| Ifigenia in Tauride        | Mattia Verazi                        | 1764, Mannheim    |
| Motezuma                   | Vittorio Amedeo Cigna-Santi          | 1765, Turin       |
| La costanza fortunata      | Ludovico Savioli                     | 1765, Madrid      |
| Alessandro                 | Mattia Verazi nach Pietro Metastasio | 1766, Mannheim    |
| Antigono                   | Pietro Metastasio                    | 1767, Venedig     |
| Ipermestra                 | Pietro Metastasio                    | 1768, Neapel      |
| Antigone                   | Gaetano Roccaforte                   | 1768 (?), Rom     |
| Didone abbandonata         | Pietro Metastasio                    | 1769, Venedig     |
| Adriano in Siria           | Pietro Metastasio                    | 1769 (?), Rom     |